# Januszówka (województwo wielkopolskie)
Januszówka – wieś w Polsce położona w województwie wielkopolskim, w powiecie tureckim, w gminie Dobra.
W latach 1975–1998 miejscowość administracyjnie należała do województwa konińskiego.
Część powierzchni zajmują lasy mieszane. Na terenie wsi znajduje się elektrownia wiatrowa (trzy turbiny wiatrowe - zlikwidowane w roku 2015) i pasieka pszczelarska. Miejscowość jest oddalona od zbiornika Jeziorsko o 5 km. 